# Chavagne
Chavagne (bretonska: Kavan) är en kommun i departementet Ille-et-Vilaine i regionen Bretagne i nordvästra Frankrike. Kommunen ligger i kantonen Mordelles som tillhör arrondissementet Rennes. År 2022 hade Chavagne 4 562 invånare.

## Befolkningsutveckling
Antalet invånare i kommunen Chavagne
Referens:INSEE